# 一官党
一官党（いっかんとう）とは小説『鄭芝龍大伝』に登場する架空のグループ。
明末の商人・海盜であった鄭芝龍の貿易船隊を指し、広義では鄭芝龍の政治・商業・軍事集団の総称である。広義の一官党は下部に貿易会社である五商、私軍隊である鄭家軍、情報収集組織に相当する洪門天地会が存在していた。

## 歴史

### 前期
一官党は当時の一般的であった武装貿易集団であり、日本、明、東南アジアとの貿易に従事すると同時に、海上航路の秩序維持を行っていた。日本に居住する李旦が一官党を指揮した際、鄭芝龍は二十八位兄弟会と称される有力青年の一人であった。1625年に鄭芝龍は兄弟会の18人のメンバーと共に十八芝と称される海上商人組織を築き、自らが指導者となり一官党の基礎を築いた。

### 中期
鄭芝龍は一時期十八芝を離れ台湾に渡り、倭寇集団であった顔思斉に参加している。その中で次第に頭角を現した鄭芝龍は、倭寇集団解散の際には一部のメンバーを引き連れ、自らの水師の主要メンバーにしている。

### 後期
1628年に鄭芝龍が明朝の招安を受けると十八芝は分裂、朝廷派（鄭芝龍）と反朝廷派に分裂することとなる。鄭芝龍は反朝廷派を捕らえ主導権を確保すると、明朝に「鄭芝龍緝捕鄭一官到案」を上奏、官人としての生活を送ることになった。
鄭芝龍は自らの水師を拡充された以外に、陸上でも軍隊を組織した。当時朝廷からの資金援助が無いため、それらの軍は鄭芝龍の私軍としての性格を強め、自らの貿易での利益を確保するために治安の維持を行い、貿易での利益を軍費に充当していた。
その後台湾に入った鄭成功に一官党は帰順、軍は鄭成功の軍に吸収されたが、帰順後も貿易に関してはその組織を拡大していった。また情報収集組織としての天地会を設け、後の東寧王国の成立に大きな影響を与えた。